# Parque nacional Tuktut Nogait
Tuktut Nogait es un parque nacional canadiense situado en los Territorios del Noroeste. Tuktut Nogait significa «joven caribú» en inuvialuktun. El parque abarca 16.340 kilómetros cuadrados y fue creado en 1996, y está situado 170 kilómetros al norte del círculo polar ártico en la esquina noreste de la península de los Territorios del Noroeste.

## Fauna
El parque contiene numerosas manadas de caribúes, Sin embargo, también es el hogar de otras especies de fauna salvaje, como el buey almizclero, osos grises, truchas alpinas, y los lobos grises. Tuktut Nogait es también un importante motivo de nidificación y cría para una gran variedad de aves migratorias. Aves rapaces como halcones peregrinos, halcones reales, a lo largo de las escarpadas paredes de los cañones del río.